# Tessa Niles
Tessa Margaret Niles (geboren als Tessa Margaret Webb 1961 in Ilford, Essex) ist eine britische Sängerin.

## Leben

### Karriere
Niles begann ihre professionelle Arbeit als Sängerin im Jahr 1979 und feierte erste Erfolge mit Gruppen wie Tina Turner, ABC und Buddy Guy. Später arbeitete Niles mit Künstlern wie Elton John, David Bowie und Paul McCartney zusammen. Ausgiebig arbeitete die Britin mit dem Weltstar Eric Clapton zusammen. Ihre Stimme erschien auf den Clapton-Alben und Konzertfilmen August, Journeyman, 24 Nights, Live in Hyde Park, In Concert: A Benefit for the Crossroads Centre at Antigua sowie dem Concert for George. Ebenso war Niles Teil der Clapton–Knopfler- sowie der Journeyman und 1992 Eric Clapton World Tour.

### Privates
Niles war seit 1982 mit dem US-amerikanischen Musiker Richard Niles verheiratet. Später heiratete Niles Eduardo Chivambo Mondlane Jr., den Sohn Eduardo Mondlanes. 1998 wurde die Sängerin zweifache Mutter mit den Zwillingen Mikaela und Fallon Mondlane.